# الدمنة (بعدان)

تعديل مصدري - تعديل

الدمنة هي إحدى قرى عزلة الحيث بمديرية بعدان التابعة لمحافظة إب، بلغ تعداد سكانها 411 نسمة حسب تعداد اليمن لعام 2004.